# Horsens Klosterkirke
Horsens Klosterkirke er en kirke nær centrum af Horsens opført mellem 1261 og 1275. Den udgjorde i middelalderen den nordlige fløj af byens franciskanerkloster, der blev stiftet i 1261 af ridder Niels Manderup til Barritskov. Flere konger, Erik af Pommern, Christian 1. og kong Hans, har holdt møder og retterting i klosteret. Efter reformationen blev det af Frederik 1. overladt til byens borgere som sognekirke.
Kirken er opført i munkesten. Der er kun få rester af den ældste kirke, der kun bestod af midterskib og kor – den blev kraftigt ombygget omkring år 1400, hvor blandt andet hvælvingerne i koret og det tikantede trappetårn i det nordøstlige hjørne blev bygget. Efter klosterets brand i 1497 blev sideskibene bygget, samt hvælvingerne i hovedskibet. 

Kirken er 46,5 m lang, heraf udgør koret 19,7 m. Skibets bredde er 17 m og korets 7.5 m.
Kirken blev gennemgribende restaureret, vel snarere ombygget, 1888-92 ved H.B. Storck og Hector Estrup. Ved den lejlighed fik sideskibene separate tage, og tagrytteren blev opsat. Desuden blev vinduer ommuret og gjort mere regelmæssige.
- Altertavlen er fra slutningen af den katolske tid, formentlig fra Nederlandene. I midten korsfæstelsen og på fløjene de 12 apostle og 4 helgener, bl.a. Frans af Assisi
- Prædikestolen stammer fra Vor Frelser Kirke, og de ældste dele er fra begyndelsen af 1600-tallet

- Korgitteret er senbarok fra 1679 formentlig af Arendt Frierichen Slache. Indgangen vogtes af to keruber med flammesværd.
- Triumfkors er fra middelalderen, restaureret i 1720
- Døbefonten er af granit, med dyrefigurer og rebsnoning
- Kirkerummet